# Выборгский театр
Выборгский театр — профессиональный театр в Выборге, существовавший с XIX века до 1947 года.

## История

### Выборгский городской театр
Деревянное здание театра было построено в Выборге в XVIII веке по инициативе губернатора Н.Н. Энгельгардта. Считается, что это был первый в Финляндии театр. В конце XVIII века в Выборге ставились пьесы на немецком и русском языках.

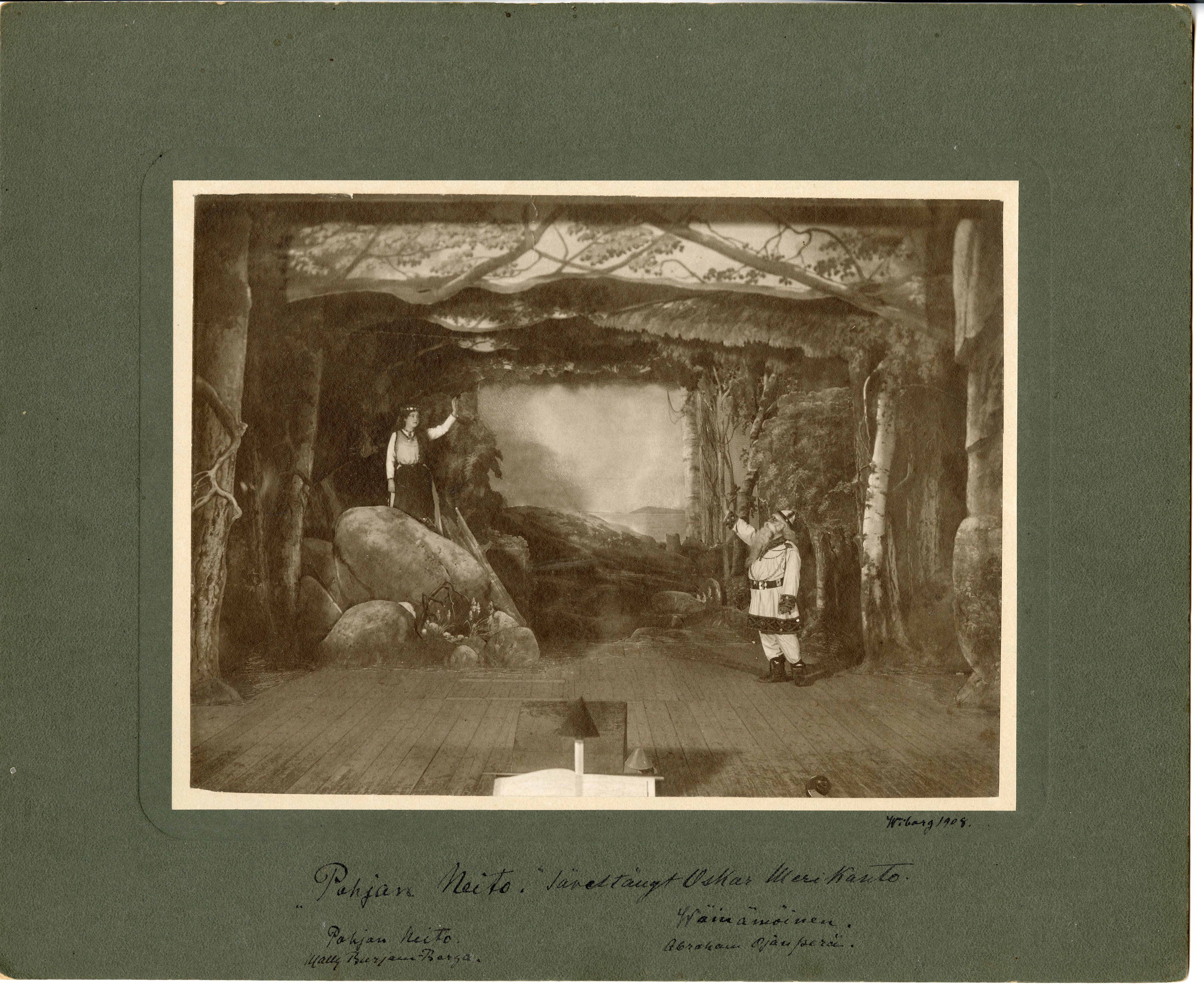
Абрахам Оянперя в роли Вяйнемёйнена в выборгской оперной постановке. 1908 год

Каменное здание Выборгского городского театра было построено в 1832 году по проекту архитектора А.Ф. Гранштедта. Старейшее в Финляндии каменное здание театра было частью комплекса зданий выборгского магистрата, включавшего ратушу и дом собраний с гостиницей и рестораном. Отличавшееся оригинальностью плана и сложной композицией здание считалось одним из лучших в северных странах. Фасад украшали дорическая колоннада на первом и ионические пилястры на втором и третьем этажах.
Горожане, как настоящие театралы, посещали представления в неотапливаемом театре с изрядной пунктуальностью и с удовольствием, несмотря на 15-20-градусный холод. Партер театра включал 51 кресло и 72 стула, 4 литерные ложи, 11 ранг-лож (бельэтаж) и 14 лож бенуара, наверху; третий ярус представлял собой галерею амфитеатра. По сложившемуся в городе обычаю, во время представления в партере и в ложах зрители сидели в шляпах.

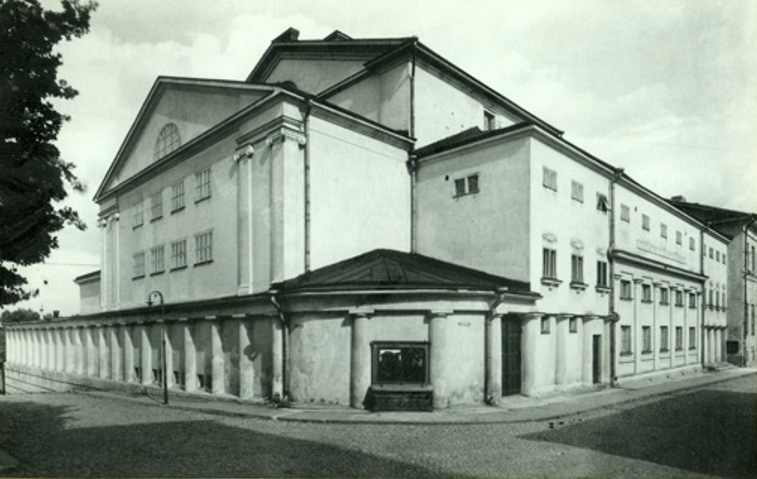
Здание театра после реконструкции

Здание театра неоднократно реконструировалось: в 1851 году по проекту архитектора К. Лесцига (в ходе реконструкции было проведено отопление), в 1881 году — по проекту архитекторов И. Аминова и Ю. Я. Аренберга, в 1922 году — по проекту архитектора У. В. Ульберга. После реконструкций зрительный зал вмещал 620 зрителей.
Однако профессиональной труппы в городе долгое время не было, в здании театра выступали с гастролями заезжие коллективы. Магистрат сдавал здание в аренду с платой 5% с валового сбора в пользу города, а также с определённым сбором на богоугодные заведения с каждого представления.
В 1899 году в Выборге было создано  театральное акционерное общество, председателем которого с 1902 года и до конца жизни был предприниматель и меценат Юхо Лаллукка. Так появились выборгские профессиональные актёры, и к 1930-м годам в одном здании работали три труппы: драматическая, балетная и опереточная. По свидетельству современников, Юхо Лаллукка неизменно оплачивал счета бедных артистов, праздновавших театральные премьеры в ресторане «Эспиля». Достоянием финского фольклора стал фразеологизм: «Я заплачу, сказал Лаллукка в „Эспиля“». В городской фольклор вошли также слухи о привидении в здании театра — призрачной женщине в белом, свидетельства о которой появлялись вплоть до конца 1930-х годов.
Под руководством Каарло Эронена, выпускника Петербургского хореографического училища, ставились балеты на музыку П. И. Чайковского и И. Ф. Стравинского. Из оперетт постоянной популярностью пользовалась постановка «Весёлой вдовы» Ф. Легара.
Выборгский городской театр был сформирован в 1933 году путём объединения двух финноязычных театральных коллективов («Выборгские подмостки», фин. Viipurin Näyttämö, основан в 1887 году, и «Выборгский рабочий театр», фин. Viipurin Työväen Teatteri, возник в 1904 году). Переданные в 1934 году театру помещения ресторана бывшего «Дома собраний» стали театральным рестораном на 150 мест. В летнее время для представлений использовался также Летний театр.

### Выборгский театр русской драмы

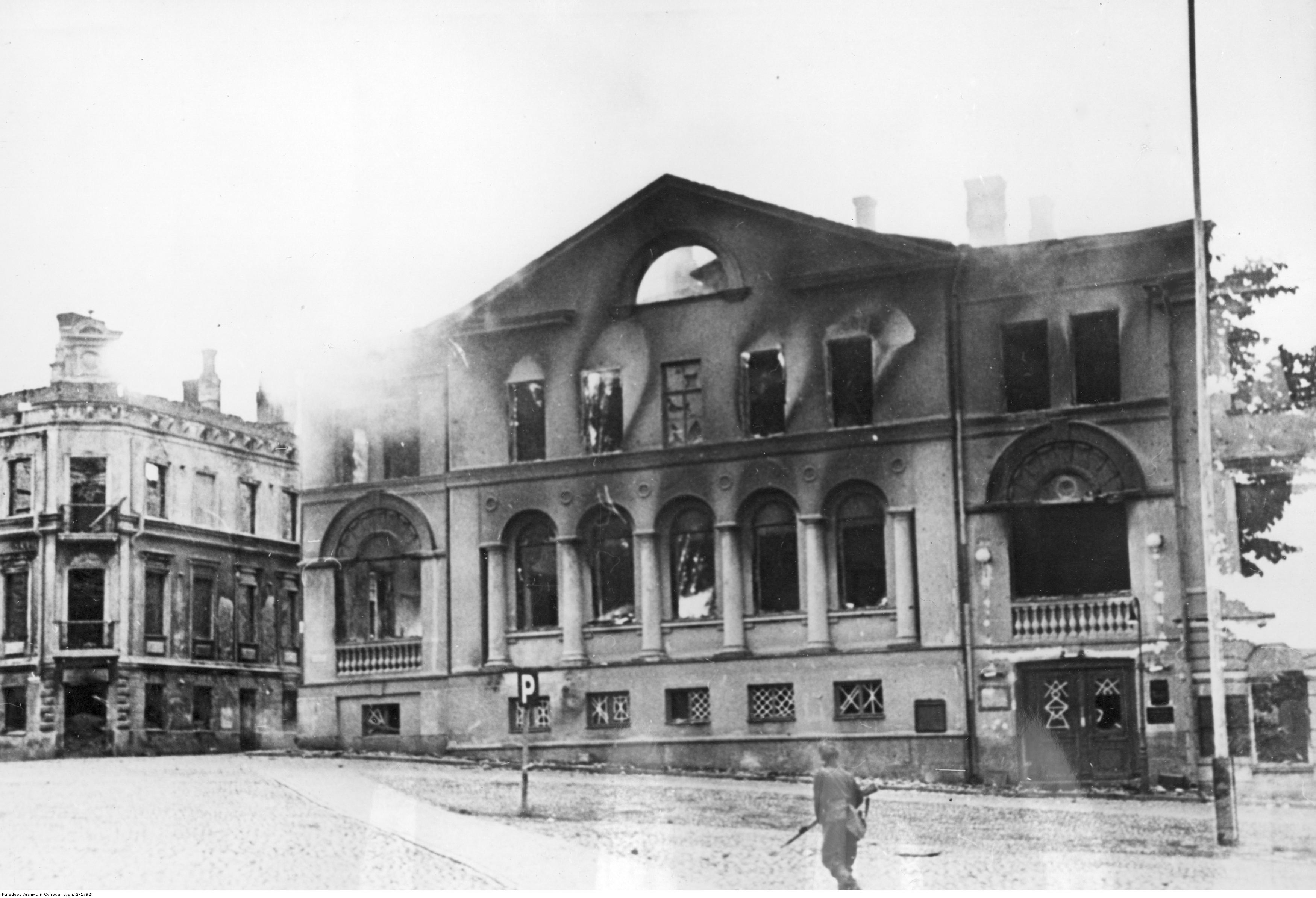
Здание театрального ресторана (бывший «Дом собраний») после пожара в сентябре 1941 года

После поражения Финляндии в Советско-финляндской войне (1939—1940) в здании театра у площади Новой Ратуши, переименованной в 1940 году в Театральную, был организован Выборгский театр русской драмы, но с началом Советско-финской войны (1941—1944) труппа была эвакуирована на Урал. Часть актёров составила фронтовую концертную бригаду Политуправления Карельского фронта во главе с В. Т. Марьевым. Это была практически единственная бригада фронта. За время войны она дала 832 концерта, пятьсот из них — непосредственно на переднем крае.
Здание театра сильно пострадало в ходе боёв за Выборг и впоследствии было разобрано.

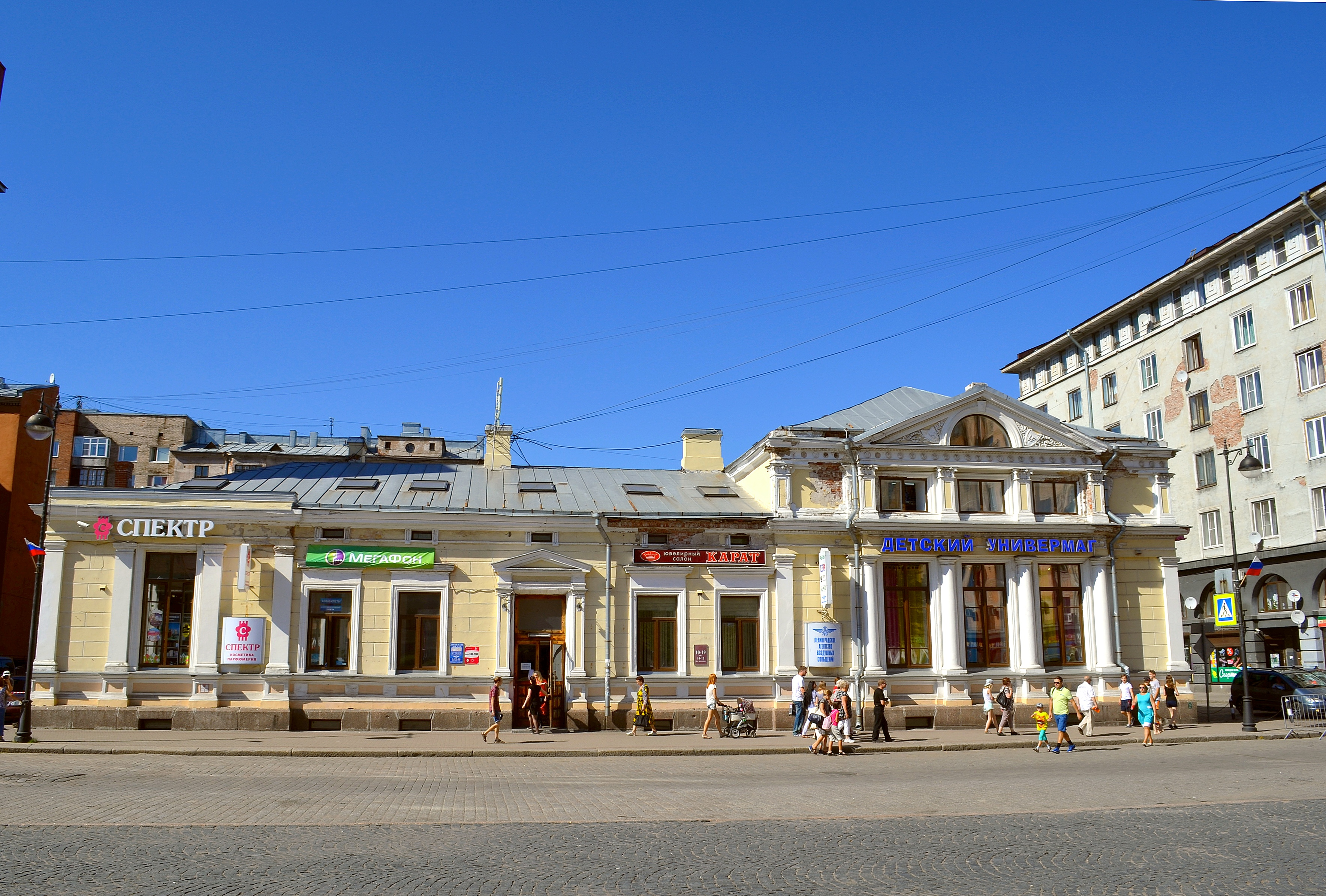
Бывший ресторан общества трезвенников

Организованный финскими военными властями театр размещался в 1941—1944 годах в здании бывшего ресторана общества трезвенников на площади Красного Колодца.
Вновь Виипурский (Выборгский) республиканский театр русской драмы был воссоздан в 1944 году по постановлению Совета Народных Комиссаров Карело-Финской ССР. Но расположен он был (временно) в Кеми, затем в Сортавале, и упразднён в связи с передачей Выборга в состав Ленинградской области. Решением Леноблсовета в 1945 году в Выборге был открыт областной театр. Предполагалось строительство нового здания театра на месте разрушенной лютеранской кирхи. Подготовкой труппы актёров занимались супруги В. В. Меркурьев и И. А. Мейерхольд. Однако, государственный областной театр в городе Выборге в связи с отсутствием приспособленного здания был ликвидирован в 1947 году, в его помещениях на Красной площади разместился Выборгский районный Дом культуры. Несмотря на это, площадь, на которой до войны находился комплекс зданий ратуши, ресторана и театра, носила название Театральной вплоть до 2004 года, после чего это название стала носить соседняя площадь, на которой расположены здание кинотеатра и Аллея актёрской славы. То же наименование сохраняет и близлежащая улица, причём название Театральной так же перешло к ней от соседней улицы.
В послевоенное время были организованы самодеятельные театральные коллективы. В частности, большое признание получил коллектив народного театра Выборгского дома офицеров. А профессиональный театр снова появился в Выборге только в 1982 году, когда был основан Ленинградский областной театр кукол.